# دیلون (ویرجینای غربی)
دیلون (به انگلیسی: Dillon) یک منطقهٔ مسکونی در ایالات متحده آمریکا است که در شهرستان رالی، ویرجینیای غربی واقع شده‌است. دیلون ۷۹۶٫۱۵ متر بالاتر از سطح دریا واقع شده‌است.